# Stopnie służbowe w Policji
Stopnie służbowe w instytucjach policyjnych na terytorium Polski – tytuły oznaczające miejsce danego funkcjonariusza instytucji policyjnej w hierarchii służbowej.
Oznaki stopni policyjnych nawiązują do oznak stopni wojskowych i podobnie jak w wojsku nosi się je na mundurze policyjnym. Stopnie policyjne otrzymuje się dożywotnio (jednak, stopień traci się w wypadku utraty obywatelstwa polskiego, orzeczenia prawomocnym wyrokiem sądu pozbawienia praw publicznych lub skazania na karę pozbawienia wolności za przestępstwo popełnione z motywacji zasługującej na szczególne potępienie). Policjanci zwolnieni ze służby mogą używać posiadanego stopnia z dodaniem określenia „w stanie spoczynku”.

## StopniePolicji Państwowej(1918–1939)
- posterunkowy – kapral
- starszy posterunkowy – plutonowy
- przodownik – sierżant
- starszy przodownik – starszy sierżant
- aspirant – podporucznik
- podkomisarz – porucznik
- komisarz – kapitan
- nadkomisarz – major
- podinspektor – podpułkownik
- inspektor – pułkownik
- nadinspektor – generał brygady odpowiednika[2][3]
- generalny inspektor – generał brygady

### Dystynkcje
| Nazwa stopnia        | Naramiennik Policji Państwowej (lata 1936–1938) | Naramiennik Policji Państwowej (lata 1938–1939) |
| -------------------- | ----------------------------------------------- | ----------------------------------------------- |
| Posterunkowy         |                                                 |                                                 |
| Starszy posterunkowy |                                                 |                                                 |
| Przodownik           |                                                 |                                                 |
| Starszy przodownik   |                                                 |                                                 |
| Aspirant             |                                                 |                                                 |
| Podkomisarz          |                                                 |                                                 |
| Komisarz             |                                                 |                                                 |
| Nadkomisarz          |                                                 |                                                 |
| Podinspektor         |                                                 |                                                 |
| Inspektor            |                                                 |                                                 |
| Nadinspektor         |                                                 |                                                 |
| Generalny inspektor  |                                                 |                                                 |

1. Wykaz stopni Policji Państwowej (lata 1927–1936)
2. Wykaz stopni Policji Państwowej (lata 1936–1938)
3. Wykaz stopni Policji Państwowej (lata 1938–1939)

## Stopnie obowiązujące wPolicji Polskiej Generalnego Gubernatorstwa(1939–1945)

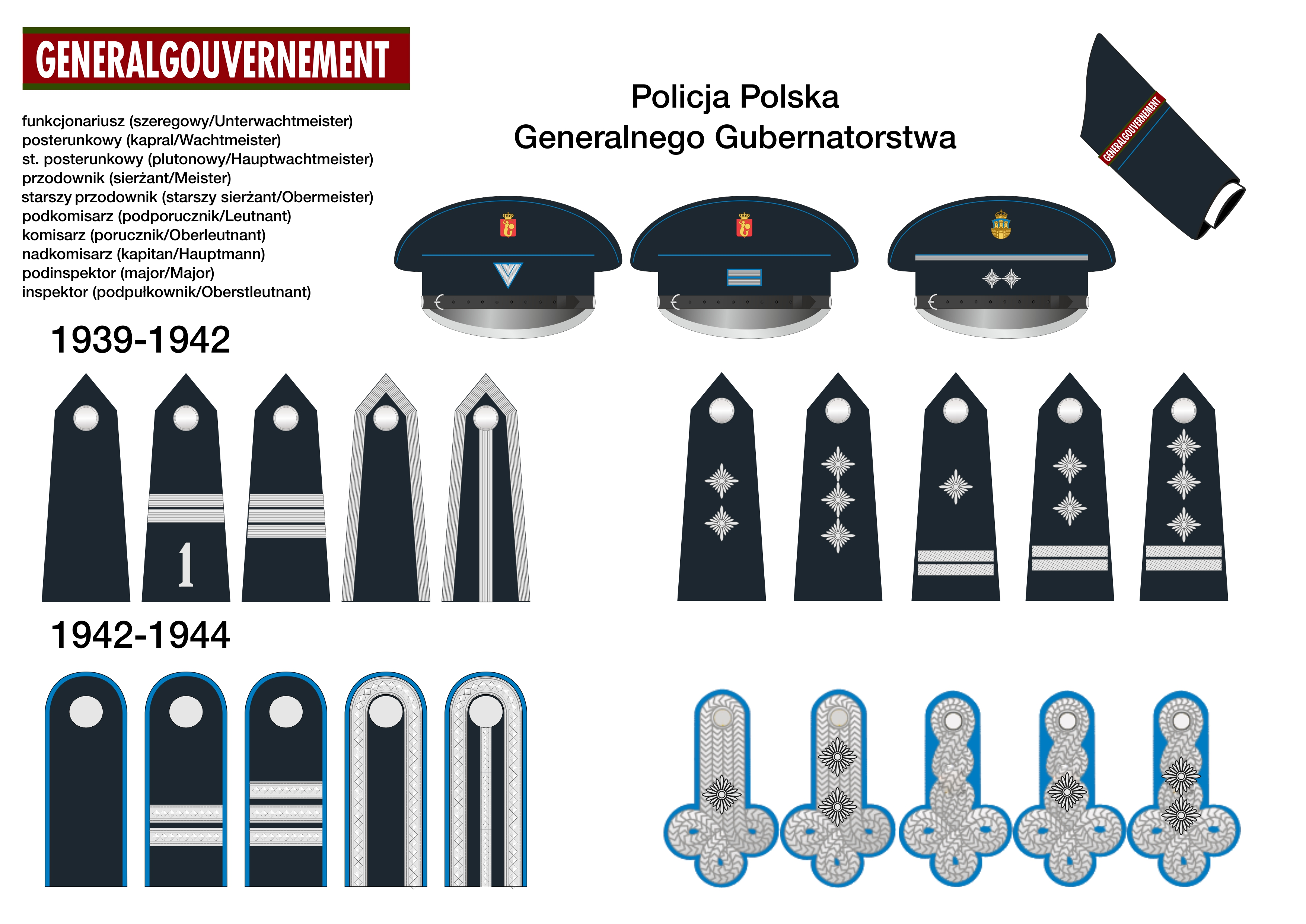

W nawiasach podano odpowiedniki stopni Wojska Polskiego i policji niemieckiej:
- Funkcjonariusz (Szeregowy/Unterwachtmeister)
- Posterunkowy (Kapral/Wachtmeister)
- St. posterunkowy (Plutonowy/Hauptwachtmeister)
- Przodownik (Sierżant/Meister)
- St. przodownik (Starszy sierżant/Obermeister)
- Podkomisarz (Podporucznik/Leutnant)
- Komisarz (Porucznik/Oberleutnant)
- Nadkomisarz (Kapitan/Hauptmann)
- Podinspektor (Major)
- Inspektor (Podpułkownik/Oberstleutnant)

## Stopnie obowiązujące wMilicji Obywatelskiej(1954–1990)

### Stan na 21 lipca 1954 r.
Stopnie Milicji Obywatelskiej na podstawie Dekretu z 20 lipca 1954 r.:

szeregowcy:
- szeregowiec
- starszy szeregowiec

podoficerowie:
- kapral
- plutonowy
- sierżant
- starszy sierżant

oficerowie:
- chorąży
- podporucznik
- porucznik
- kapitan
- major
- podpułkownik
- pułkownik

generałowie:
- generał

### Stan na 18 lutego 1959 r. i późniejsze zmiany
Stopnie Milicji Obywatelskiej na podstawie Ustawy z 31 stycznia 1959 r. oraz zmian wprowadzonych ustawą z 16 grudnia 1972 r. i Ustawą z 21 listopada 1974 r.:

szeregowcy:
- szeregowiec
- starszy szeregowiec

podoficerowie:
- kapral
- starszy kapral[8]
- plutonowy
- sierżant
- starszy sierżant
- sierżant sztabowy[8]
- starszy sierżant sztabowy[8]

chorążowie:
- młodszy chorąży[9]
- chorąży[9]
- starszy chorąży[9]

oficerowie:
- młodsi oficerowie:
  - podporucznik
  - porucznik
  - kapitan
- starsi oficerowie:
  - major
  - podpułkownik
  - pułkownik
- generałowie:
  - generał brygady
  - generał dywizji
  - generał broni[9]

### Stan na 1 stycznia 1986 r.
Stopnie Milicji Obywatelskiej na podstawie Ustawy z 31 lipca 1985 r.:

szeregowi:
- szeregowy
- starszy szeregowy

podoficerowie:
- młodsi podoficerowie:
  - kapral
  - starszy kapral
- starsi podoficerowie:
  - plutonowy
  - sierżant
  - starszy sierżant
  - sierżant sztabowy
  - starszy sierżant sztabowy

chorążowie:
- młodsi chorążowie:
  - młodszy chorąży
  - chorąży
- starsi chorążowie:
  - starszy chorąży
  - chorąży sztabowy
  - starszy chorąży sztabowy

oficerowie:
- młodsi oficerowie:
  - podporucznik
  - porucznik
  - kapitan
- starsi oficerowie:
  - major
  - podpułkownik
  - pułkownik

generałowie:
- generał brygady
- generał dywizji
- generał broni

## Stopnie obowiązujące wPolicji(1990–1995)

### Korpus szeregowych Policji
| Nazwa stopnia        | Oznaczenie |
| -------------------- | ---------- |
| posterunkowy         |            |
| starszy posterunkowy |            |

### Korpus podoficerów Policji
| Nazwa stopnia            | Oznaczenie |
| ------------------------ | ---------- |
| sierżant Policji         |            |
| starszy sierżant Policji |            |

### Korpus aspirantów Policji
| Nazwa stopnia    | Oznaczenie |
| ---------------- | ---------- |
| aspirant Policji |            |

### Korpus oficerów Policji
| Nazwa stopnia               | Oznaczenie |
| --------------------------- | ---------- |
| podkomisarz Policji         |            |
| komisarz Policji            |            |
| nadkomisarz Policji         |            |
| podinspektor Policji        |            |
| inspektor Policji           |            |
| nadinspektor Policji        |            |
| generalny inspektor Policji |            |

Dz.U. z 1990 r. nr 58, poz. 342
W Policji w oddziałach prewencji i pododdziałach antyterrorystycznych używano nazw stopni pochodzących z wojska.
Dz.U. z 1991 r. nr 102, poz. 445

## Stopnie służbowe Policji (od 2001 roku)
W Policji funkcjonariusze noszący określone stopnie wchodzą w skład Korpusów Policji. Stopniami policyjnymi są następujące rangi:

### Korpus szeregowych Policji
| Nazwa stopnia        | Oznaczenie |
| -------------------- | ---------- |
| posterunkowy         |            |
| starszy posterunkowy |            |

### Korpus podoficerów Policji
| Nazwa stopnia             | Oznaczenie |
| ------------------------- | ---------- |
| sierżant Policji          |            |
| starszy sierżant Policji  |            |
| sierżant sztabowy Policji |            |

### Korpus aspirantów Policji
| Nazwa stopnia             | Oznaczenie |
| ------------------------- | ---------- |
| młodszy aspirant Policji  |            |
| aspirant Policji          |            |
| starszy aspirant Policji  |            |
| aspirant sztabowy Policji |            |

### Korpus oficerów młodszych Policji
| Nazwa stopnia       | Oznaczenie |
| ------------------- | ---------- |
| podkomisarz Policji |            |
| komisarz Policji    |            |
| nadkomisarz Policji |            |

### Korpus oficerów starszych Policji
| Nazwa stopnia             | Oznaczenie |
| ------------------------- | ---------- |
| podinspektor Policji      |            |
| młodszy inspektor Policji |            |
| inspektor Policji         |            |

### Korpus Generałów Policji
| nadinspektor Policji        |
| generalny inspektor Policji |

Stopnie służbowe Policji mają swoje odpowiedniki w innych służbach na mocy Rozporządzenia Rady Ministrów z dnia 17 czerwca 2010 r.

## Mianowanie na stopień
Na stopnie policyjne w korpusie szeregowych mianuje przełożony: Komendant Główny Policji, komendanci wojewódzcy i powiatowi / miejscy Policji oraz komendanci szkół policyjnych. Na stopnie w korpusach podoficerów i aspirantów, a także na stopień komisarza i nadkomisarza, mianuje przełożony: Komendant Główny Policji oraz komendanci wojewódzcy Policji. Na stopień podkomisarza, czyli pierwszy stopień oficerski Policji (z wyłączeniem osób, które przeszły do Policji z innej służby mundurowej, a posiadających stopień służbowy podporucznika lub wyższy np. Służby Więziennej, SZ RP i innych) oraz na stopnie nadinspektora i generalnego inspektora mianuje Prezydent Rzeczypospolitej Polskiej na wniosek ministra właściwego do spraw wewnętrznych. Na pozostałe stopnie oficerskie (podinspektora, młodszego inspektora, inspektora) mianuje Komendant Główny Policji.
Mianowanie na wyższy stopień następuje stosownie do zajmowanego stanowiska służbowego oraz w zależności od opinii służbowej policjanta. Nadanie stopnia nie może nastąpić wcześniej niż po przesłużeniu w dotychczasowym stopniu:
- posterunkowego – 1 roku,
- starszego posterunkowego – 1 roku,
- sierżanta – 2 lat,
- starszego sierżanta – 2 lat,
- sierżanta sztabowego – 2 lat,
- młodszego aspiranta – 3 lat,
- aspiranta – 3 lat,
- starszego aspiranta – 2 lat,
- aspiranta sztabowego – 4 lat,
- podkomisarza – 3 lat,
- komisarza – 4 lat,
- nadkomisarza – 4 lat,
- podinspektora – 3 lat,
- młodszego inspektora – 4 lat,
- inspektora – 4 lat[16].

W szczególnie uzasadnionych przypadkach minister właściwy do spraw wewnętrznych, na wniosek Komendanta Głównego Policji, może mianować każdego policjanta na wyższy stopień, oprócz mianowań zastrzeżonych dla Prezydenta RP.

## Obniżenie stopnia
O obniżeniu stopnia decyduje przełożony właściwy do mianowania na ten stopień. O pozbawieniu stopnia oficerskiego decyduje Komendant Główny Policji. O obniżeniu stopnia lub pozbawieniu stopni nadinspektora Policji i generalnego inspektora Policji decyduje Prezydent Rzeczypospolitej Polskiej na wniosek ministra właściwego do spraw wewnętrznych.

### Przywrócenie stopnia
Policjantowi przywraca się stopień w przypadku uchylenia:
- prawomocnego skazania na pozbawienie praw publicznych
- prawomocnego skazania na karę pozbawienia wolności za przestępstwo popełnione z niskich pobudek
- decyzji, na podstawie której nastąpiło pozbawienie stopnia lub kary dyscyplinarnej obniżenia stopnia.

Decyzję o przywróceniu stopnia oficerskiego podejmuje Komendant Główny Policji. W pozostałych przypadkach decyzję o przywróceniu stopnia podejmuje przełożony właściwy do mianowania na ten stopień.